# Мошка (посёлок при станции)
Мошка — посёлок при одноимённой станции в Верхнебуреинском районе Хабаровского края. Входит в состав Согдинского сельского поселения.

## География
Населённый пункт находится на расстоянии 106 км к юго-западу от рабочего посёлка Чегдомын, административного центра района.

## Население
| 2002 | 2010 | 2011 | 2012 | 2021 |
| ---- | ---- | ---- | ---- | ---- |
| 2    | ↘0   | →0   | →0   | →0   |